# سالم العباب
سالم صالح العباب (و. 1951- ) ممثل ومخرج يمني من مواليد محافظة عدن. يعتبر من أهم الممثلين في الجمهورية اليمنية، وكان له دور كبير في المسرح خاصة وقد اشتهر في نهاية التسعينات وبداية الالفية الثانية باسم حنتوش وهو اسم لمسلسل قام ببطولته ونال شهرة واسعة في اليمن. حصل العباب على الماجستير في الإخراج المسرحي في العام 1985 من الاتحاد السوفيتي سابقا.

## الأعمال الفنية
- حوالي 60 عملاً مسرحياً في مسرح القوات البحرية.
- مسرحية الفلاح تأليف صالح علوي وإخراج محمد حسين بيحاني.
- المشاركة في تقديم أعمال كثيرة في فرقة المسرح الوطني والحديث ممثلاً:
- التركة[2]
- الوصي
- هيفاء
- خديجة
- في بيتنا مسيلمة
- الهبروقراطيا[2]
- موقعة العصيدة
- إضراب في بيتي

- المشاركة مخرجاً في:
- حرم سعادة الوزير
- العم عبد ربه
- الكوت
- بلا وكنه

- ومؤلفاً: أبو درزن عيال.
- أما في الإذاعة مؤلفاً:
- مسلسل هبيهب
- مسعد وسعيدة
- إخوة وأبناء
- ما يصح إلا الصحيح

- وفي التلفزيون: مثل في عدة مسلسلات أهمها:
- حكاية من الحارة
- علي ولد زايد[2]
- حنتوش[2]
- موال الصمت[2]
- فرصة أخيرة[2]
- مسلسل الحنين

## نبذة عن حياته
لازمته كلمة الصحيح في حياته العادية والمهنية أكثر من أي شيء آخر وذلك ليس بسر على أحد حيث يعتبر برنامجه الإذاعي الناجح (ما يصح إلا الصحيح) والذي ظل يعده ويقدمه مع أسمهان بيحاني طوال أكثر من ثماني سنوات في إذاعة عدن علامة فارقة في مشواره الفني الطويل إضافة إلى شخصية حنتوش التي اشتهر بها وكذا رصيداً كبير وخليط من المسرحيات والتمثيليات والمسلسلات الدرامية المختلفة إذاعية وتلفزيونية. موهوب بالفطرة لا يكل ولا يمل ويتمتع بطاقة كبيرة وخبرة عريقة وقبل هذا وذاك قلب طيب وبساطة ليس لها حدود وصدق دون مواربة وهذا ما يعتريك وأنت تتعرف به لأول مرة وهو كعادة أهل الريف الذين لا يحبون سوى الشفافية في كل شيء والذي انحدر نورسنا منهم وظل متمسكاً بتلك النواميس الأصيلة التي عكست نفسها على علاقاته الطيبة والمتشعبة مع من التقاهم في حياته.
استمعت إلى حديثه عن الراحلين المطلق والمريد بمعية أحد الزملاء حيث كان يترحم عليهما ويتألم على الراتب الذي لا يسد رمق أطفالهما الذي تستلمه أسرتاهما بعد مماتهم وبعد أن قدما لوطنهما الكثير وهل هذا جزاء المبدع والفنان ولمست فيه نفحة الوفاء وشيم الرجال التي لا يغير فيها الزمن ولا يؤثر وأحسست بمشاعر الاحترام لهذا الفنان وندبت حظ وقدر الراحلين وامتلكني الإحساس والشعور بالأسى ودعوت لهما بالرحمة والمغفرة ولأسرتيهما بالصبر والسلوان ولزملائهما بالتوفيق وعدم الاستسلام للظروف المحبطة ومواصلة المشوار دون كلل.
لمدينة سانت بطرسبورغ الروسية العريقة حيز كبير في نفسه التي حاز فيها على درجة الماجستير في علم الإخراج (ليننجراد) بحسب تسمية الرفاق موطن المدمرة افرورا الرابضة في نهر النيفا والتي أطلقت إشارة الثورة لمهاجمة قصر الشتاء القيصري لتعلن بزوغ عصر جديد في كل روسيا العظيمة وما زال نورسنا على علاقة حميمة لا تنفصم معها وان انفصل الجسد عنها إلا أن الروح تبقي على تلك العلاقة وما انفكت النوارس حتى اليوم تحن إلى قضاء ليلة شتوية في الأعشاش التي بنتها هناك في بقعة بعيدة وباردة تغطيها الثلوج الكثيفة وكانت أحب المدن الجميلة إلى نفسي أواضب على زيارتها لأنني أحببت تاريخها وكان تراث هذه المدينة أكبر كنوز الأرض التي احتوت فيها حضارة قياصرة الروس العظيمة التي سادت وما زالت تسود ولم تبد أسوة بحضارات أخرى وفي تلك المدينة التي يمر بها نهر النيفا الذي يتجمد في الشتاء وتمر على سطحه السيارات وتنتصب على ضفافه أجمل المعالم والآثار الخالدة كما هي قلعة بطرس التي كانت أقوى معاقل القيصر وأبشع سجونه المرعبة ولا زالت الأحصنة الأربعة المنتصبة على جوانب جسر أحد المداخل الرئيسية إليها تستقبل زوار المدينة وترحب بأهلها وأتذكر في أحد الرحلات أني تهت عن مجموعتي بين قاعات القصر الشتوي العظيم للقيصر بطرس الأول باني تلك الحضارة من شدة إعجابي باللوحات الرائعة الجمال والتي يدهشك براعة رسمها وحجمها الكبير وكم أتوق إلى العودة مجدداً إلى تلك الأيام الخوالي التي انقضت وانسلت دون أن ندري.
وهو من أسرة أحبت الفن والمسرح تحديداً وكان لها وحتى الآن صدى يذكر في هذا المجال ومابرح من أسرته وأقاربه من يواصلون سلك هذا الطريق وهو معهم وظل الإبداع رفيقا طيباً معهم وخليلاً صادقاً طوال زمن الرحلة التي أحب خوضها كما هو فرودو الذي حمل خاتمه إلى جبل النار المرعب ليرميه في السائل المنصهر ليذوب هناك وتزول كل نوازع الشر والظلام عن الأرض كما رأينا في الجزء الأخير من ثلاثية ملك الخواتم وعودة الملك إلى مملكته بعد قطع البراري وخوض المخاطر التي تربصت به في كل منحى وساقية.
للنورس العباب وزملائه في وطني الكبير الشاسع في هموم كثيرة وحكايات جميلة لم نروها كلها بفعل بعض الظروف التي أعاقت ذلك وكنت أود الأفضل مما كان لان سيرة حياتهم بنظري دروس مستخلصة لواقع فيه من المرارة الشيء الكثير لقامات فنية عريقة اختارت خوض الصعب في حياتها وارتبطت بالفن وأبو الفنون وتداولت في حصد الكثير من المجد والكثير من الخيبة لأنها وببساطة كانت في المكان والزمان غير المناسب وهنا لا أود اجترار اليأس والإحباط وخاصة لدى الفنان لأنه مصنوع ليس من لحم ودم وعظم فقط وإنما يضاف إلى ذلك كتلة كبيرة من الإحساس الجميل بكل ما هو جميل والمشاعر الراقية التي لايطرق بابها كل عابر سبيل وهذا هو قدر النوارس التي اختارت طريقها وقضي الأمر ولو أعيدت لها فرصة ذلك الاختيار مرة أخرى لرغبت في نفس الخيار وهذه المتوالية ليست غريبة على مثل هؤلاء ولكن الآخرين يمكن أن تصيبهم الصدمة من ذلك وهذا هو الفرق وبيت القصيد فيما كنا وسنظل نقول ونحكي رغم أننا نعرف سلفاً أنه لا حياة لمن تنادي وأتمنى لو أكون مخطئاً في ذلك.
بذل العباب الكثير من الجهد والعمل المضني وكان له من السبع دوخات نصيب كبير، حفر اسمه في الصخر ووضع بصمته في شارع المجد كما هو متبع في هوليود إلى جانب أخوته النوارس التي حلقت بجمالية وروعة لا تضاهى وعلى ارتفاع كبير وشاهق كما هي النسور الجارحة التي تعشق العيش في القمم العالية التي لا يصل إليها كل من يشاء وأن كان له أجنحة وقدم الإبداع في صور كثيرة ممثلاً ذا خبرة واسعة اكتسبها بعد مشوار طويل وكاتباً درامياً له الكثير من الأعمال الجميلة.
ساهم وبشكل كبير في بداياته عام 1969م في مسرح الجيش مع الفنان المخضرم البحصو وآخرين وقدموا أعمالاً جميلة ما زال لها نزر يسير من الذكرى وواصل وبشغف كبير رسالته في أكثر من موقع فشارك في الكثير من الاحتفالات الفنية والمهرجانات المسرحية لسنين طويلة وقدم في رمضان الأخير تلفزيونياً شخصية علي ولد زايد للمبدع الفنان المؤلف الدرامي الشاش والمخرجة الفنانة إفهام إبراهيم أما الإذاعة فله مشاركات كثيرة وأجملها ببساطة برنامج السهل الممتنع (ما يصح إلا الصحيح (وقدم مع الفنان الكبير هاشم السيد الكوميديا الرائعة إضراب في بيتي للكاتب الفنان مختار مقطري وإخراج الفنان الكبير قاسم عمر في مهرجان عدن المسرحي الثالث والذي ننتظر رابعة في سبتمبر القادم كما يقال ونتمنى.
لرياح البحر دوماً دورات ومواسم كما هي حياتنا التي اعتدناها ولامواجه العاتية الناشئة عنها صدمات قوية توجهك في الرحلة ويمكن أن تقلب سفينتك ليبتلعها اليم العظيم وتستقر في أسفل أعماقه ومعها تدفن كل الأحلام والذكريات كما هي رائعة وعظيمة التي قدمها دي كابريو والجميلة ونسلت وكذا روعة أداء أغنية الكندية الجميلة سيلين ديون وهو فيلم القرن دون منازع وما زالت حكايات تلك السفينة تثير الكم الهائل من المشاعر الدافئة والحزن المسيطر على كل من شاهد ذلك وحياتنا تنحو في نفس الاتجاه ويبقي الأيمان والأمل هما الشيء الوحيد الذي يجب التمسك به وبعدها لله في خلقه شئون.
لحكاية نورسنا وجه آخر ومنعطفات كثيرة سقط في بعضها وتجاوز الأصعب وعانق الإبداع دوماً في مراحل كثيرة وحصد مازرع طوال تلك الفترة وهناك أيام سوداء مرت على كاهله إلا أنه لم يكن في ذلك الموعد ومرت الأيام وطوتها السنون العجاف واختار نفس الرحلة حباً في الفن رفيق الطريق وكان له ما أراد وما زال يواصل عشقه للتعب والمعاناة التي دوماً لمجتهدها نصيب ويحلم بالاتي الذي ما زال في حكم المجهول إلا إن الحياة دوماً أمل وذكرى.